# 行徳駅

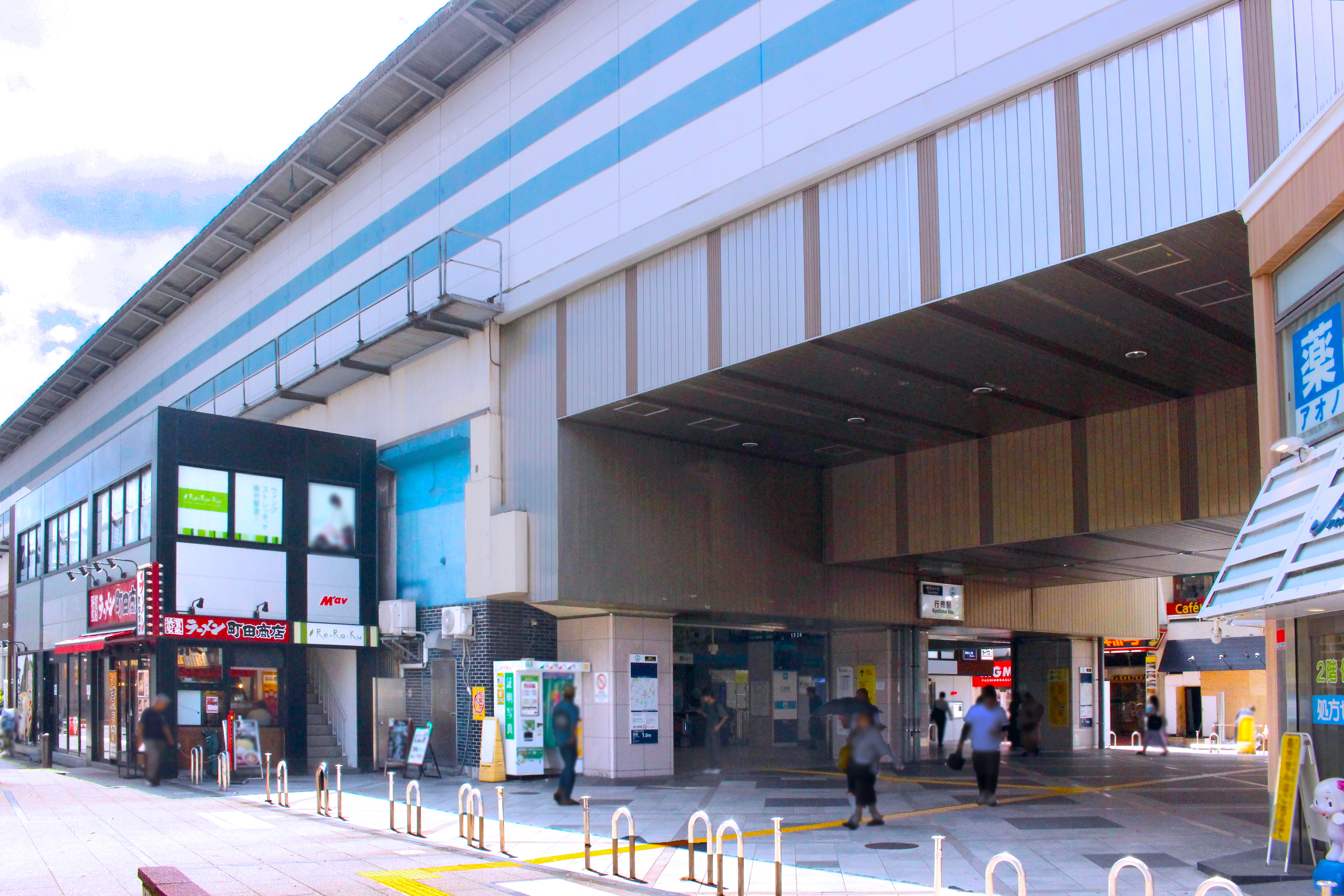
南口（2024年8月）

行徳駅（ぎょうとくえき）は、千葉県市川市行徳駅前二丁目にある、東京地下鉄（東京メトロ）東西線の駅である。駅番号はT 20。

## 歴史
- 1969年（昭和44年）3月29日：開業[2]。
- 1991年（平成3年）8月27日：改修工事が完了[3]。
- 2000年（平成12年）1月22日：妙典駅開業により、中野方面への当駅始発および中野方面からの当駅終着列車はすべて妙典駅始発・終着となる。
- 2004年（平成16年）4月1日：帝都高速度交通営団（営団地下鉄）民営化に伴い、当駅は東京地下鉄（東京メトロ）に継承される[4]。
- 2007年（平成19年）3月18日：ICカード「PASMO」の利用が可能となる[5]。
- 2014年（平成26年）3月27日：「東西線ソーラー発電所」計画の一環で当駅に太陽光発電システムが導入される[6]。最大出力は108 kW[6]。
- 2015年（平成27年）6月11日：発車メロディを導入[7]。
- 2023年（令和5年）6月30日：商業施設「M'av行徳」がオープン[8]。

## 駅構造
相対式ホーム2面2線を有する高架駅。ホームの端の壁側から中央部を見るとわずかに外側へ湾曲しているのがわかるが、これは東西線建設当時、当駅にも将来的に待避線を増設できるよう計画されたためである。そのため、階段も壁から離れた位置に造られ、階段と壁の間に通路がある。しかし、待避設備は妙典駅・原木中山駅と2駅連続しているため、その計画はなくなっている。
改札口は1か所で、改札内コンコースと各ホームは階段のほか、エスカレーター・エレベーターにより連絡している。トイレは改札内コンコースにあり、多機能トイレを併設する。
当駅は、「浦安駅駅務管区行徳地域」として近隣の駅を管理している。

### のりば
| 番線 | 路線   | 行先                           |
| ---- | ------ | ------------------------------ |
| 1    | 東西線 | 西船橋・津田沼・東葉勝田台方面 |
| 2    | 東西線 | 中野・三鷹方面                 |

（出典：東京メトロ:構内図）

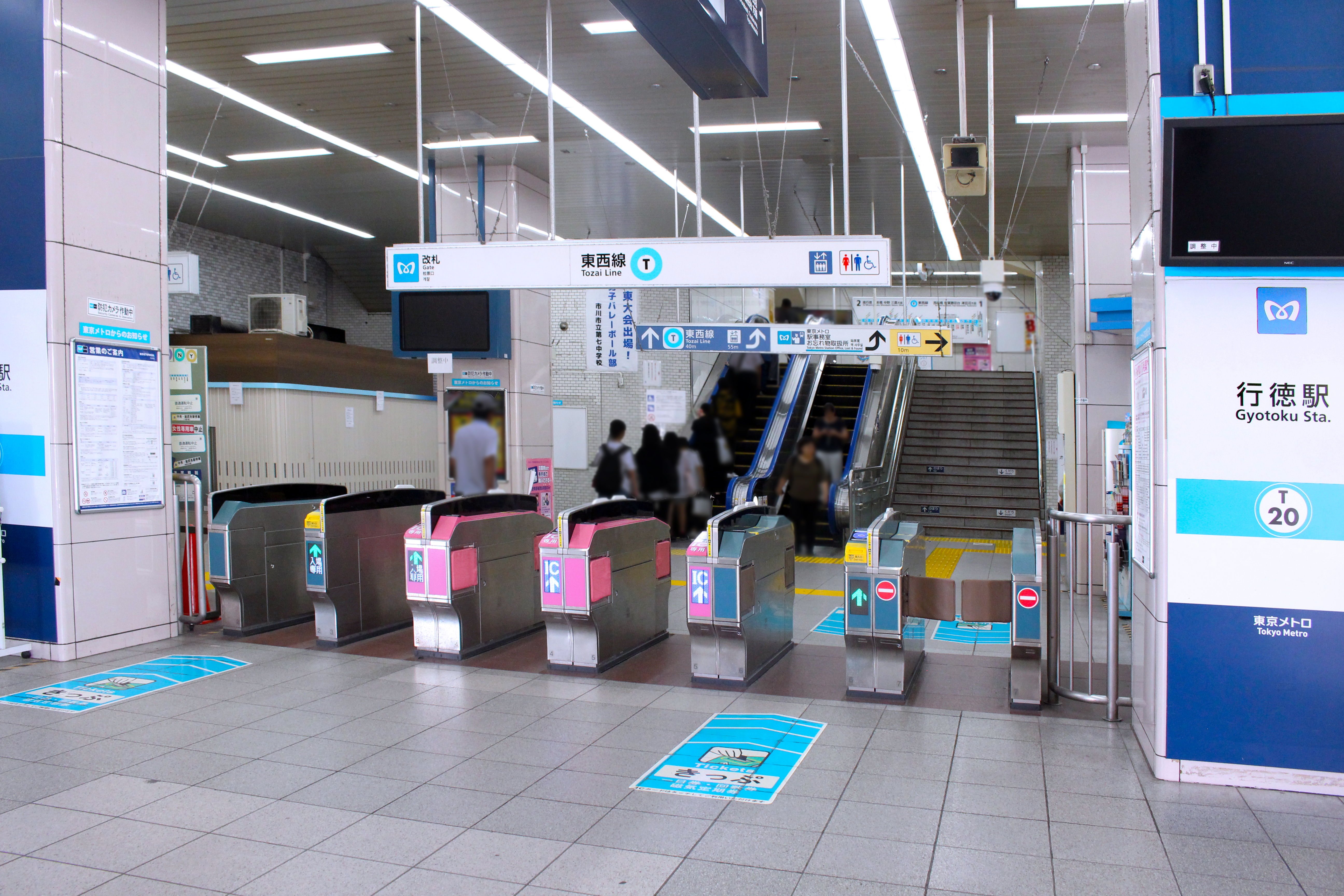
改札口（2024年8月）
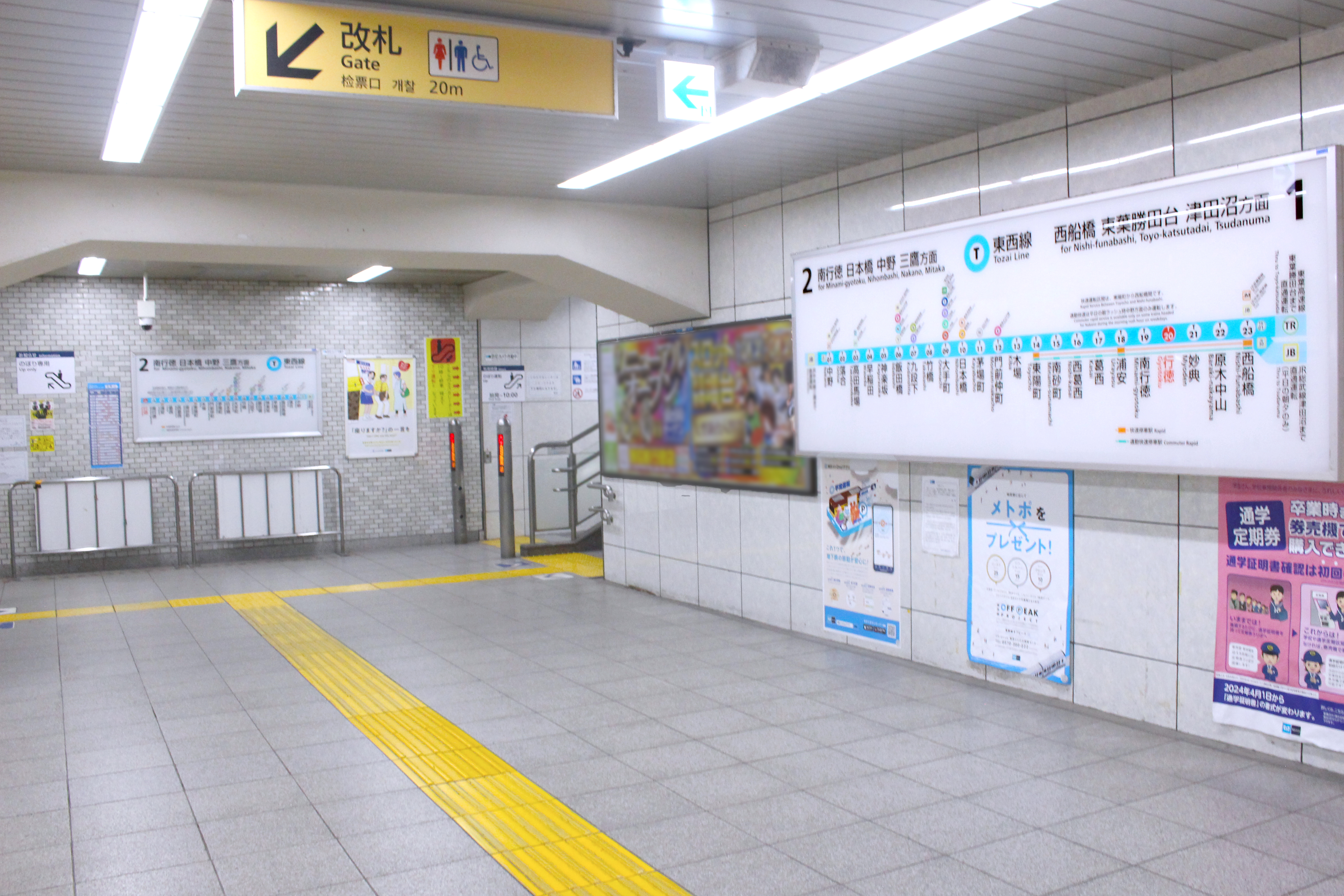
改札内コンコース（2024年8月）
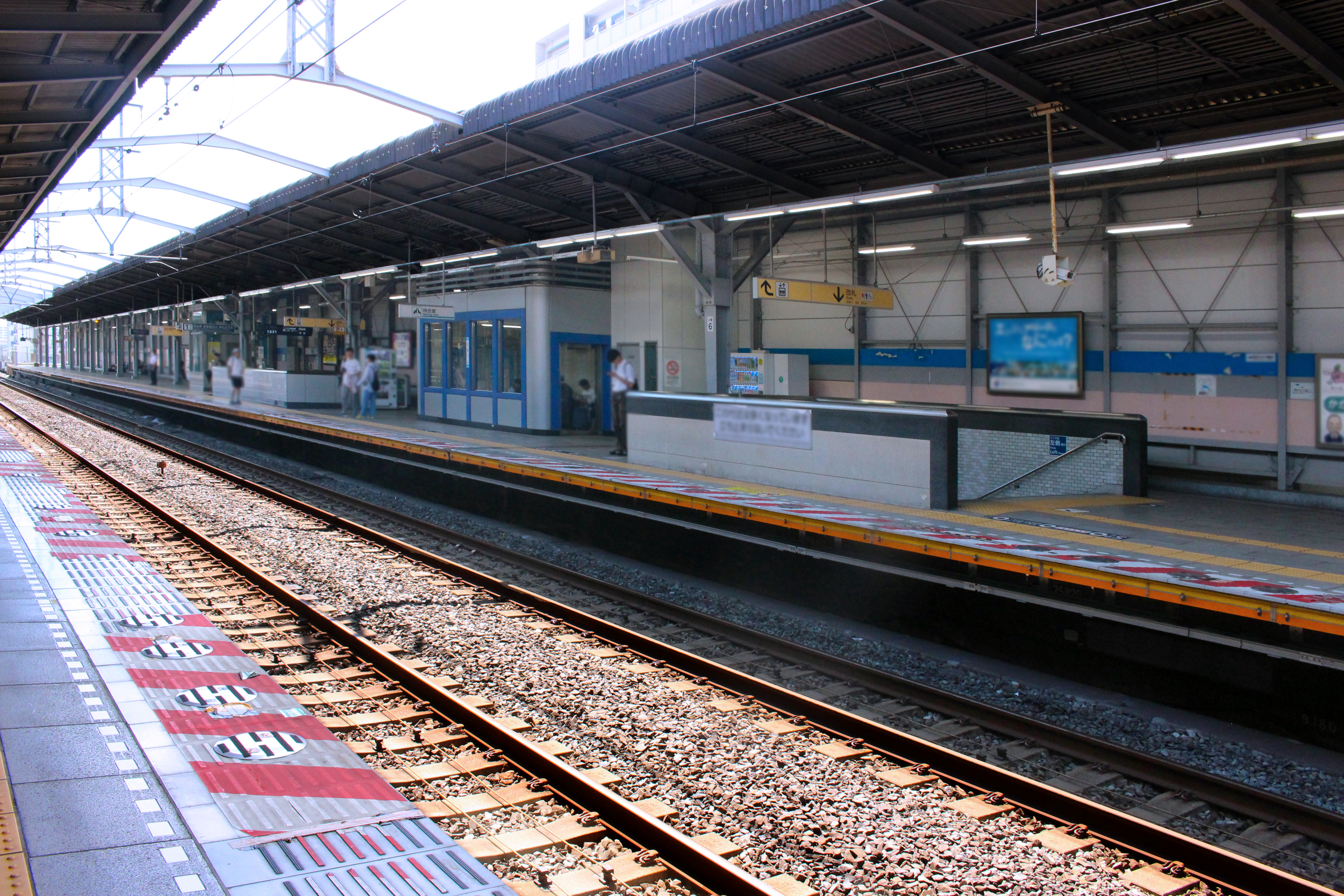
駅ホーム（2024年8月）
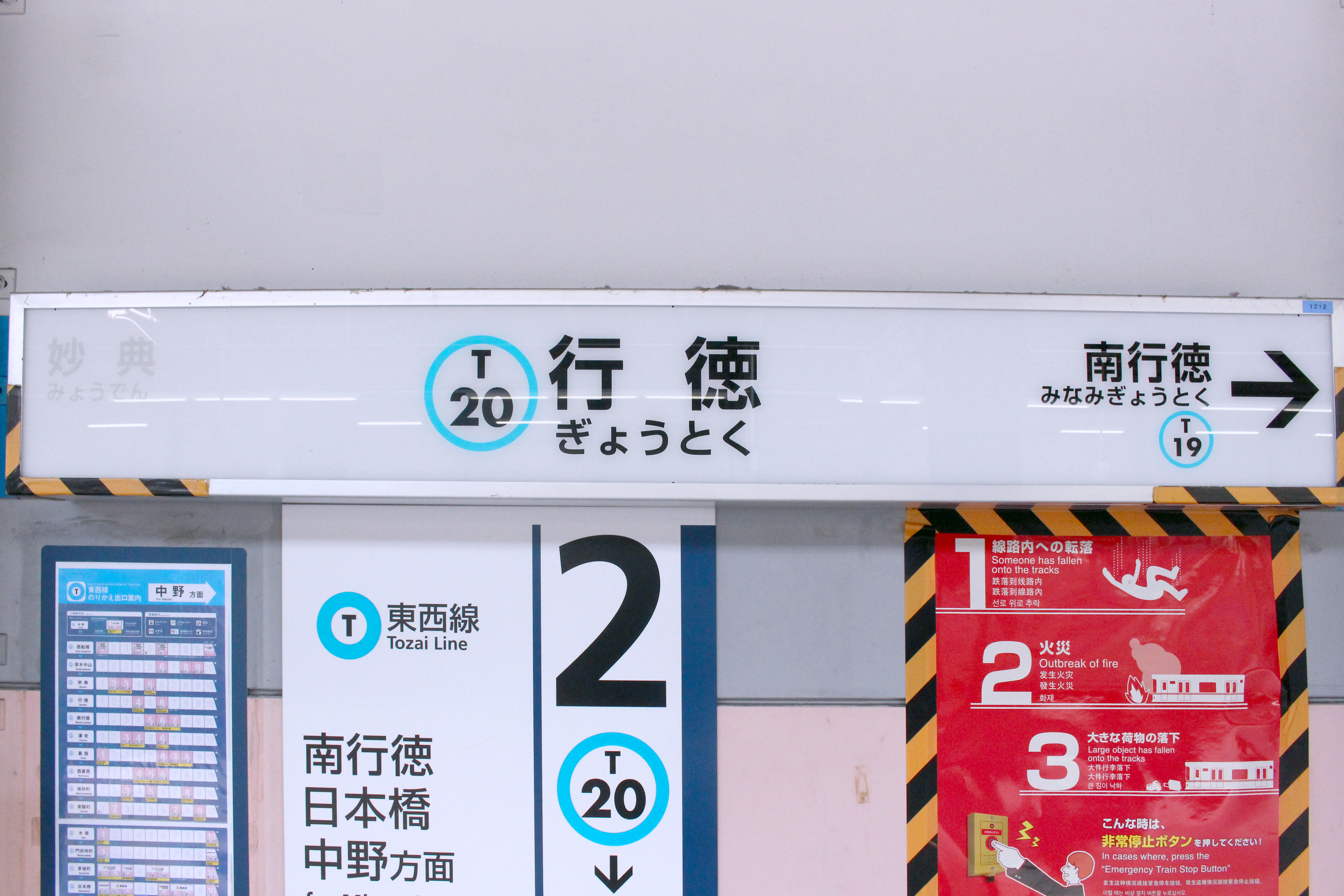
駅名標（2024年8月）

### 発車メロディ
2015年6月11日から向谷実作曲の発車メロディ（発車サイン音）を使用している。
曲は1番線が「A Day in the METRO」、2番線が「Beyond the Metropolis」である（詳細は東京メトロ東西線#発車メロディを参照）。

### 駅高架下商業施設（M'av行徳）
出店店舗の一覧・詳細情報はメトログルメ・ショッピングセンター公式サイトを参照。

## 利用状況
2024年度の1日平均乗降人員は54,606人であり、東京メトロ全130駅中72位。
妙典駅が開業する直前期は、快速停車駅の浦安駅よりも利用者数が多かった。しかし、2000年1月に妙典駅が開業したことにより、2000年度より利用者数は大きく減少した。
近年の1日平均乗降人員・乗車人員の推移は以下の通りである。
| 年度               | 1日平均 乗降人員 | 1日平均 乗車人員 | 出典              |
| ------------------ | ---------------- | ---------------- | ----------------- |
| 1969年（昭和44年） | 4,068            |                  |                   |
| 1974年（昭和49年） | 18,253           |                  |                   |
| 1975年（昭和50年） | 42,446           | 12,488           | [ 千葉県統計 1 ]  |
| 1976年（昭和51年） |                  | 17,027           | [ 千葉県統計 2 ]  |
| 1977年（昭和52年） |                  | 21,737           | [ 千葉県統計 3 ]  |
| 1978年（昭和53年） |                  | 24,752           | [ 千葉県統計 4 ]  |
| 1979年（昭和54年） | 48,395           | 26,633           | [ 千葉県統計 5 ]  |
| 1980年（昭和55年） |                  | 29,090           | [ 千葉県統計 6 ]  |
| 1981年（昭和56年） | 47,538           | 28,360           | [ 千葉県統計 7 ]  |
| 1982年（昭和57年） | 51,579           | 28,453           | [ 千葉県統計 8 ]  |
| 1983年（昭和58年） |                  | 29,130           | [ 千葉県統計 9 ]  |
| 1984年（昭和59年） |                  | 30,576           | [ 千葉県統計 10 ] |
| 1985年（昭和60年） |                  | 31,868           | [ 千葉県統計 11 ] |
| 1986年（昭和61年） |                  | 34,532           | [ 千葉県統計 12 ] |
| 1987年（昭和62年） |                  | 36,456           | [ 千葉県統計 13 ] |
| 1988年（昭和63年） |                  | 38,297           | [ 千葉県統計 14 ] |
| 1989年（平成元年） | 73,711           | 39,179           | [ 千葉県統計 15 ] |
| 1990年（平成02年） |                  | 40,451           | [ 千葉県統計 16 ] |
| 1991年（平成03年） |                  | 42,065           | [ 千葉県統計 17 ] |
| 1992年（平成04年） |                  | 42,838           | [ 千葉県統計 18 ] |
| 1993年（平成05年） |                  | 42,506           | [ 千葉県統計 19 ] |
| 1994年（平成06年） |                  | 42,014           | [ 千葉県統計 20 ] |
| 1995年（平成07年） |                  | 41,583           | [ 千葉県統計 21 ] |
| 1996年（平成08年） |                  | 41,229           | [ 千葉県統計 22 ] |
| 1997年（平成09年） |                  | 40,663           | [ 千葉県統計 23 ] |
| 1998年（平成10年） |                  | 41,258           | [ 千葉県統計 24 ] |
| 1999年（平成11年） |                  | 40,081           | [ 千葉県統計 25 ] |
| 2000年（平成12年） |                  | 29,341           | [ 千葉県統計 26 ] |
| 2001年（平成13年） |                  | 28,013           | [ 千葉県統計 27 ] |
| 2002年（平成14年） | 54,809           | 27,603           | [ 千葉県統計 28 ] |
| 2003年（平成15年） | 54,442           | 27,253           | [ 千葉県統計 29 ] |
| 2004年（平成16年） | 53,773           | 26,486           | [ 千葉県統計 30 ] |
| 2005年（平成17年） | 52,909           | 26,279           | [ 千葉県統計 31 ] |
| 2006年（平成18年） | 53,475           | 26,434           | [ 千葉県統計 32 ] |
| 2007年（平成19年） | 54,919           | 27,043           | [ 千葉県統計 33 ] |
| 2008年（平成20年） | 55,552           | 27,266           | [ 千葉県統計 34 ] |
| 2009年（平成21年） | 54,566           | 26,798           | [ 千葉県統計 35 ] |
| 2010年（平成22年） | 53,959           | 26,475           | [ 千葉県統計 36 ] |
| 2011年（平成23年） | 52,708           | 25,960           | [ 千葉県統計 37 ] |
| 2012年（平成24年） | 52,899           | 26,056           | [ 千葉県統計 38 ] |
| 2013年（平成25年） | 54,539           | 26,879           | [ 千葉県統計 39 ] |
| 2014年（平成26年） | 54,792           | 27,013           | [ 千葉県統計 40 ] |
| 2015年（平成27年） | 56,064           | 27,614           | [ 千葉県統計 41 ] |
| 2016年（平成28年） | 57,149           | 28,133           | [ 千葉県統計 42 ] |
| 2017年（平成29年） | 58,256           | 28,652           | [ 千葉県統計 43 ] |
| 2018年（平成30年） | 58,627           | 28,827           | [ 千葉県統計 44 ] |
| 2019年（令和元年） | 57,818           | 28,469           | [ 千葉県統計 45 ] |
| 2020年（令和02年） | 44,433           | 22,037           | [ 千葉県統計 46 ] |
| 2021年（令和03年） | 45,581           | 22,587           | [ 千葉県統計 47 ] |
| 2022年（令和04年） | 49,562           | 24,497           | [ 千葉県統計 48 ] |
| 2023年（令和05年） | 52,701           |                  |                   |
| 2024年（令和06年） | 54,606           |                  |                   |

## 駅周辺

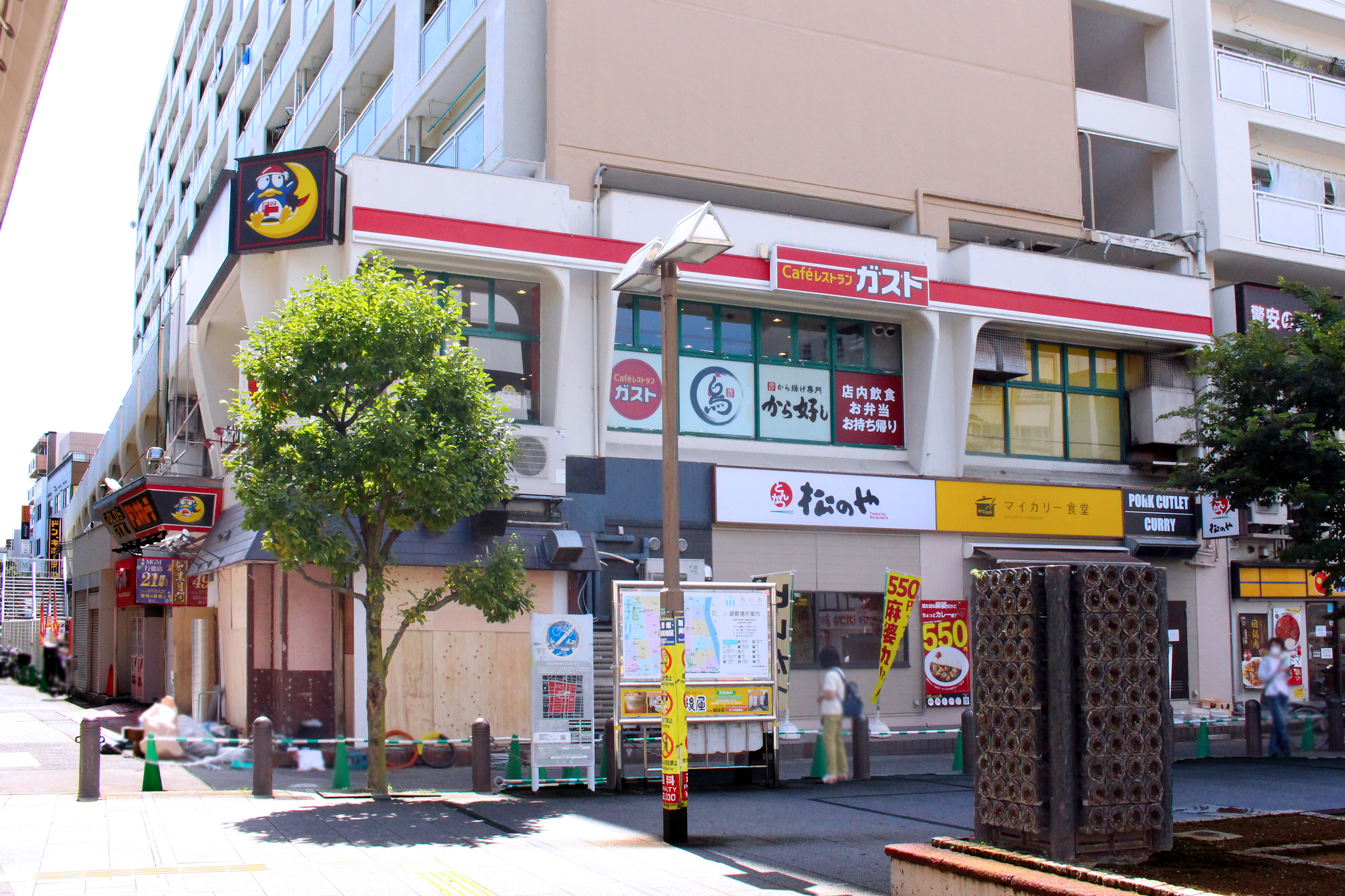
ショッピングセンターポニー（北口駅前）

駅南側に首都高速湾岸線（千鳥町出入口）が走り、駅北側には千葉県道6号市川浦安線（行徳バイパス）が走る。南西約3キロメートルには、市川塩浜駅がある。
改札口を挟んで南北にそれぞれ広場がありベンチが置かれていて、北口側にはバス停が、南口側には交番とタクシー乗り場が設置されている。ホーム高架下には行徳駅前通りが通っているが、ロータリーは整備されていなく客待ちのタクシーが通りに溢れ出すことがある。駅南西側高架下には日産レンタカー行徳店がある。
駅周辺は「行徳駅前」という地名である。かつての駅周辺は白鷺が舞う行徳塩田が広がり、駅には靴を洗う設備があったとされる。

### 南口
- 市川市立新浜小学校
- 市川市立南新浜小学校
- 行徳中央病院
- 行徳総合病院
- 行徳駅前三郵便局
- 行徳駅前四郵便局
- 市川塩焼郵便局

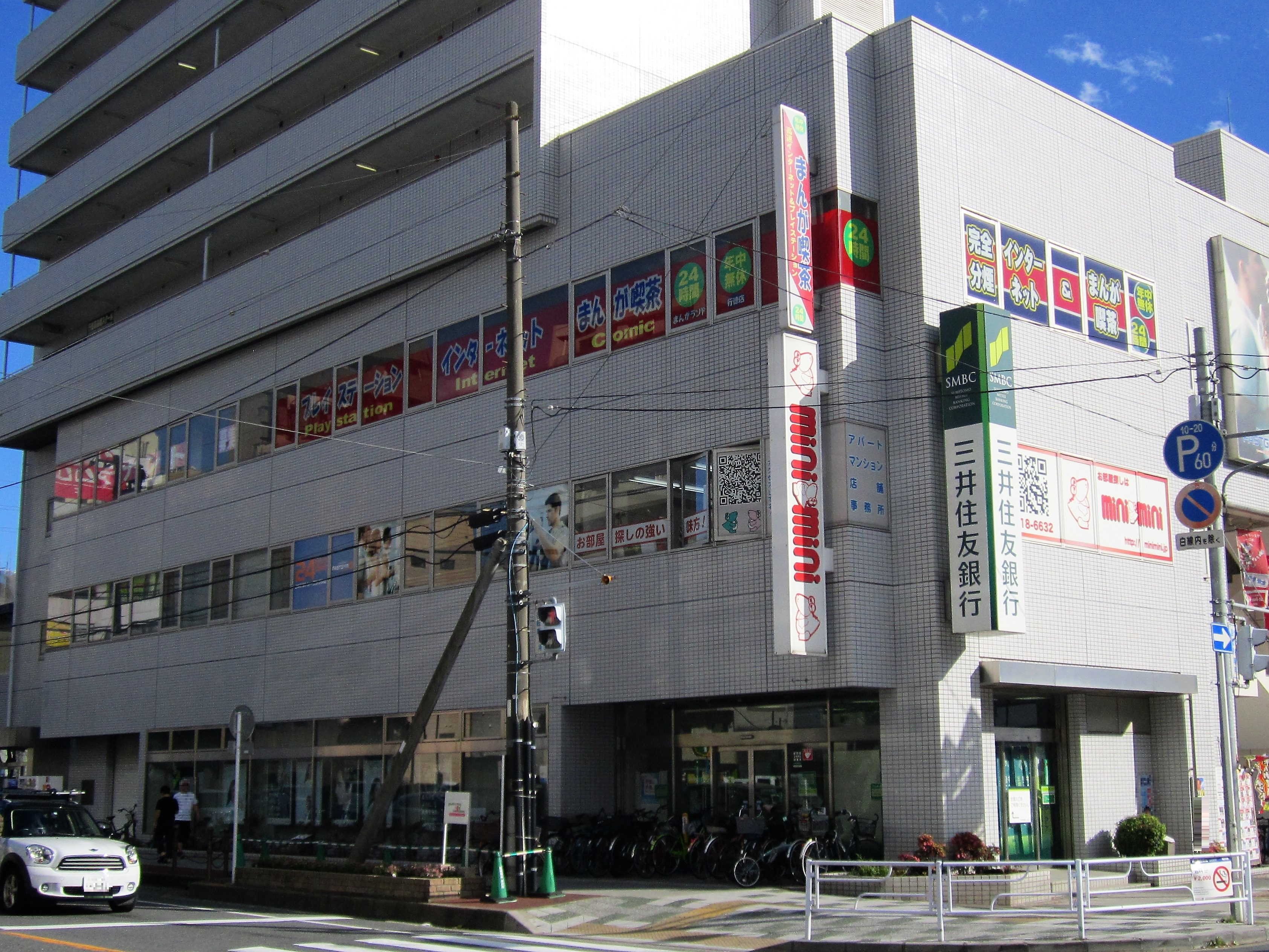
三井住友銀行 行徳支店
- 千葉銀行 行徳支店
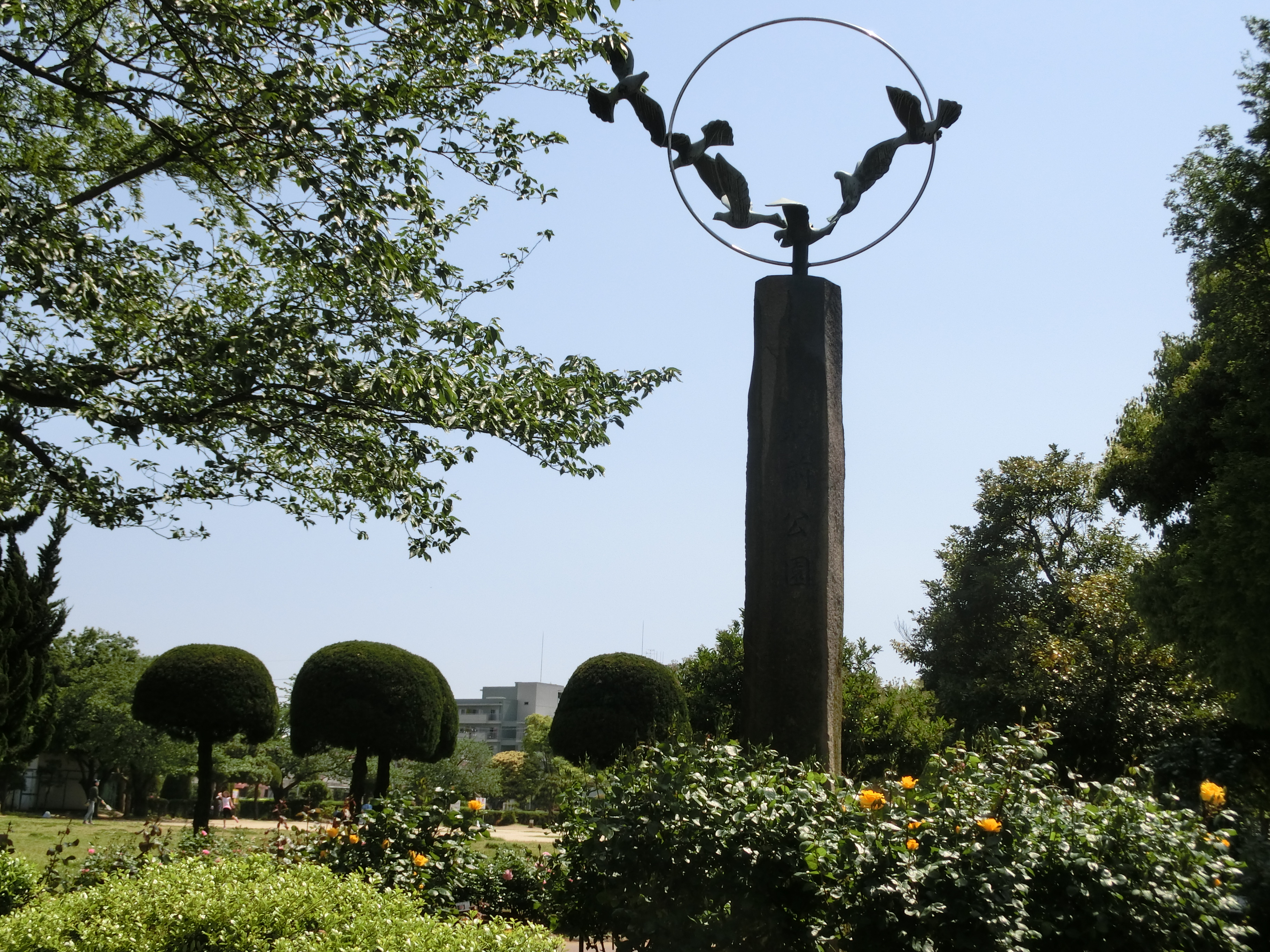
朝日信用金庫 行徳駅前支店
- マルエツ 行徳駅前店
- アコレ 湊新田2丁目店
- 西友 新浜店
- ワイズディスカ 末広店
- オリンピック 行徳店
- 業務スーパー 行徳店
- ベルクフォルテ 行徳店
  - サンドラッグ 加藤新田店
  - しまむら フォルテ行徳店
- サンドラッグ 行徳店
- ユニディ 千鳥町店
  - ニトリ 市川千鳥町店
- 行徳駅前公園 - 大型鉄道模型の運行で知られる。
- 南沖児童交通公園
- 宮内庁新浜鴨場（野鳥の楽園）
- あいねすと（行徳野鳥観察舎）
- 行徳南部公園
- 南根公園
- 東根公園

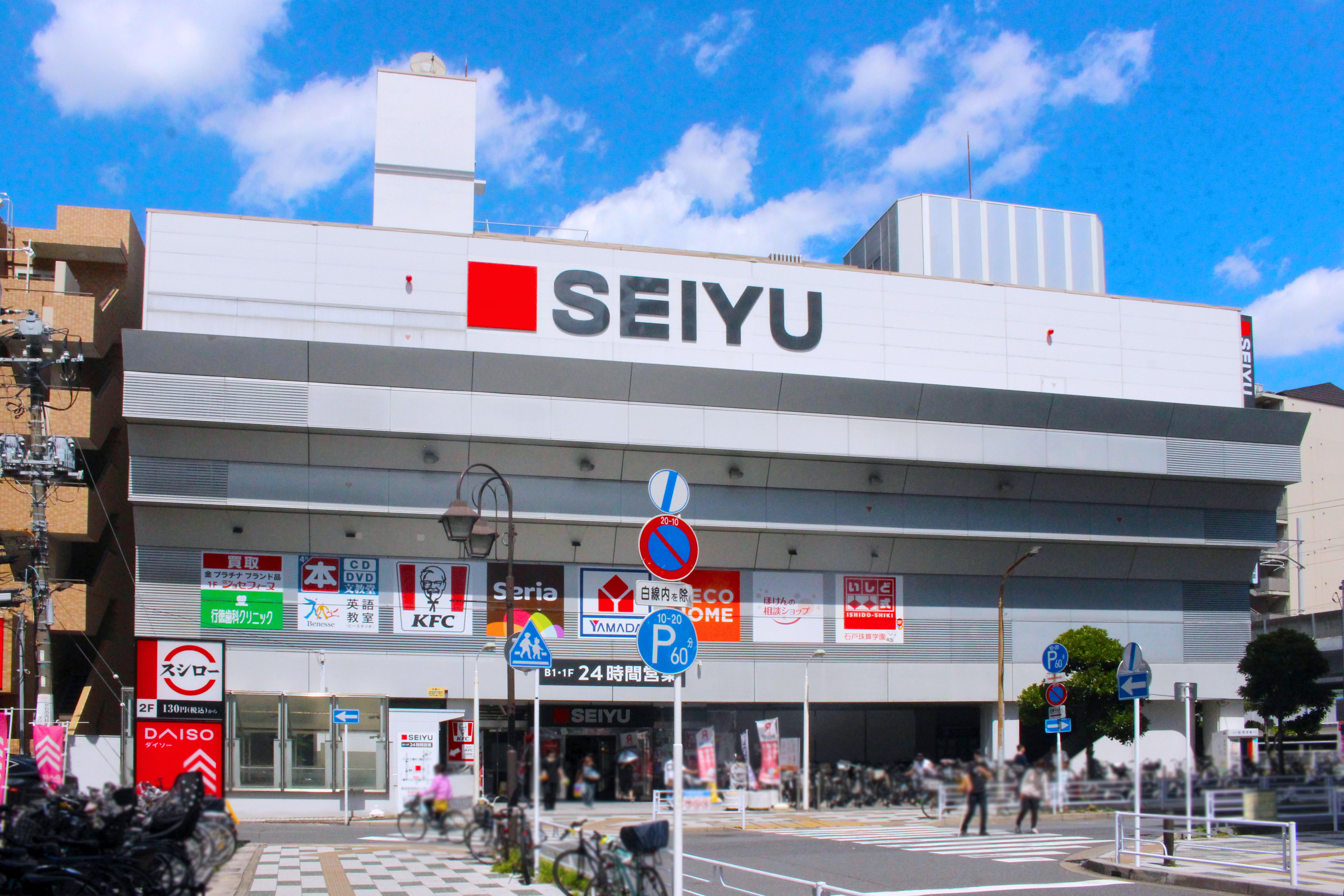
三井住友銀行 行徳支店
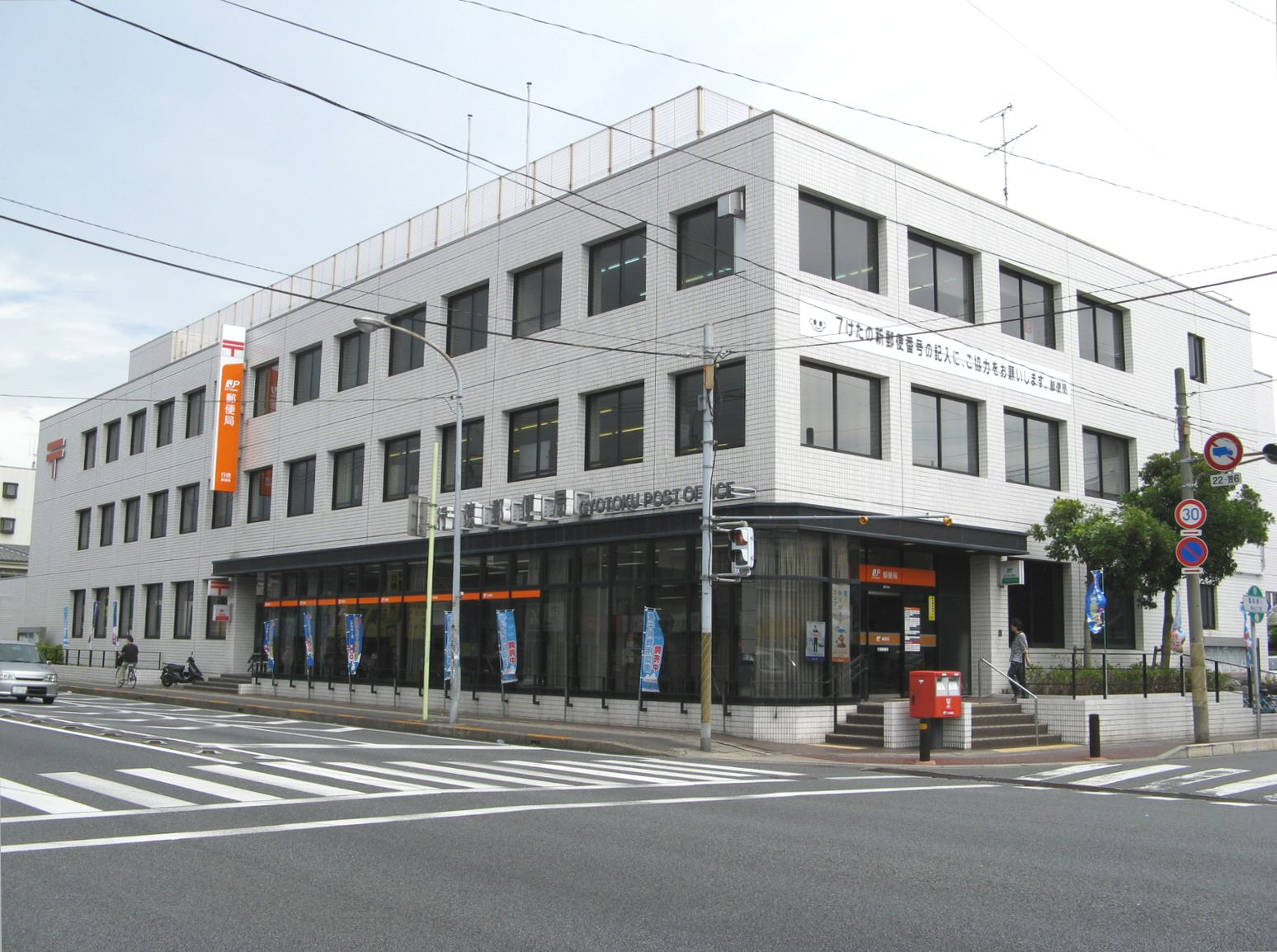
行徳駅前公園

### 北口
- 市川市役所 行徳支所
  - 市川市行徳公民館
- 市川市立図書館 行徳図書館
- 行徳文化ホール I＆I
- 行徳警察署 行徳駅前交番
- 行徳警察署 香取交番
- 市川市消防局 南消防署
- 市川市立第七中学校
- 安藤病院
- 行徳郵便局
- みずほ銀行 行徳支店
- りそな銀行 行徳支店
- 東京ベイ信用金庫 行徳支店
- JAいちかわ 行徳支店
- マルエツ 行徳駅前店
- 西友 行徳店
- セレクション 行徳店
- アコレ 伊勢宿店
- ショッピングセンターポニー
- ドン・キホーテ 行徳駅前店
- くすりの福太郎 行徳駅前店
- ドラッグストアスマイル 行徳店
- AOKI 市川行徳店
- TSUTAYA 行徳店
- 弁天公園
- 押切公園
- 行徳香取神社

- 西友 行徳店
- 行徳郵便局

## バス路線
高架下および北口にバス停留所が設置され、羽田空港行リムジンバスと、京成バス千葉ウエストにより運行される一般路線バス、市川市コミュニティバスが発着する。
行徳駅（北行）
| 乗り場 | 系統                    | 経由地                                     | 行先                           | 運行事業者                            | 備考       |
| ------ | ----------------------- | ------------------------------------------ | ------------------------------ | ------------------------------------- | ---------- |
| 3      | 行徳02                  | 第七中学校・行徳中央公園入口               | 妙典駅                         | 京成バス千葉ウエスト                  |            |
| 3      | 行徳03                  | 第七中学校・行徳中央公園入口               | 妙典駅                         | 京成バス千葉ウエスト                  |            |
| 3      | 浦安02                  | 押切・欠真間・東京ベイ医療センター         | 浦安駅                         | 京成バス千葉ウエスト                  | 朝のみ     |
| 3      | 浦安03                  | 押切・行徳橋北詰・文化会館                 | 本八幡駅南口                   | 京成バス千葉ウエスト                  |            |
| 3      | 浦安04                  | 押切・行徳橋北詰・文化会館                 | 本八幡駅南口                   | 京成バス千葉ウエスト                  | 行徳駅始発 |
| 3      | 市川04                  | 押切・行徳橋北詰・大洲郵便局               | 市川駅                         | 京成バス千葉ウエスト                  | 朝のみ     |
| 3番横  | わくわくバス 南部ルート | 南沖児童公園入口・末広                     | 妙典駅                         | 市川市 （京成バス千葉ウエストに委託） |            |
| 3番横  | わくわくバス 南部ルート | 南沖児童公園入口・末広・妙典駅・田尻三丁目 | 現代産業科学館・メディアパーク | 市川市 （京成バス千葉ウエストに委託） | 本数少     |

行徳駅（南行）
| 乗り場 | 系統                    | 主要経由地                                                     | 行先                 | 運行事業者                            | 備考                   |
| ------ | ----------------------- | -------------------------------------------------------------- | -------------------- | ------------------------------------- | ---------------------- |
| 1      | 浦安03                  | 新浜小学校・南行徳四丁目・ハイタウン塩浜                       | 新浦安駅             | 京成バス千葉ウエスト                  |                        |
| 2      | 行徳01                  | 新浜小学校・行徳中央病院・幸一丁目・妙典駅                     | 行徳駅               | 京成バス千葉ウエスト                  | 一部、行徳総合病院経由 |
| 2      | 行徳04                  | 新浜小学校・行徳中央病院                                       | 幸一丁目             | 京成バス千葉ウエスト                  | 夜のみ                 |
| 2      | 塩浜03                  | 新浜小学校・行徳中央病院・千鳥町                               | 市川塩浜駅           | 京成バス千葉ウエスト                  |                        |
| 4      | 空港リムジンバス        |                                                                | 羽田空港             | 京成バス千葉ウエスト 東京空港交通     |                        |
| 4番横  | わくわくバス 南部ルート | 福栄・南行徳一丁目・南行徳駅・南行徳公民館・広尾防災公園・島尻 | 東京ベイ医療センター | 市川市 （京成トランジットバスに委託） |                        |

## 隣の駅
東京地下鉄（東京メトロ）
 東西線
■快速・■通勤快速（通勤快速は中野方面のみ運転）
通過
■各駅停車
南行徳駅 (T 19) - 行徳駅 (T 20) - 妙典駅 (T 21)